# Papilio nigrifrons
Papilio nigrifrons is een vlinder uit de familie van de pages (Papilionidae). De wetenschappelijke naam van de soort is voor het eerst geldig gepubliceerd in 1937 door Zikán. Deze naam wordt wel beschouwd als een synoniem van de typische ondersoort van Protesilaus protesilaus.